# Montpensier, Puy-de-Dôme

Montpensier este o comună în departamentul Puy-de-Dôme, Franța. În 1 ianuarie 2022 avea o populație de 467 de locuitori.